# Ferenc Fricsay
Ferenc Fricsay (Budapest, Hungría, 9 de agosto de 1914 - Basilea, Suiza, 20 de febrero de 1963) fue un director de orquesta húngaro, nacionalizado austríaco en el año 1958.

## Biografía
Desde muy joven mostró gran talento musical. Ingresó a los seis años en la Academia de música Franz Liszt de Budapest, en donde tuvo como profesores a Béla Bartók, Zoltán Kodály, Ernst von Dohnányi y Leó Weiner. Tuvo una meteórica carrera debutando a los quince años como director de una orquesta militar en Szeged. Poco después, en 1933, reemplazó a su padre al frente de la orquesta militar de la ciudad y fue nombrado director de la orquesta de la Asociación Filarmónica de Szeged y director de la orquesta del Teatro Municipal. Con motivo de la Segunda Guerra Mundial tuvo que huir a Budapest, en donde organizó conciertos en el sótano de la Ópera durante los combates, hasta el año 1944.
Al terminar la guerra, abandonó Hungría, instalándose en Salzburgo, Austria, en donde tuvo la oportunidad fortuita de poder reemplazar a Otto Klemperer en la ópera La Mort de Danton de Gottfried von Einem, en el año 1947.
En 1948 debutó en Berlín, dirigiendo la ópera Don Carlos de Verdi. En 1949 inició una relación muy fructifera como primer director musical principal de la Orquesta de la RIAS de Berlín (la orquesta Sinfónica de la Radio Berlín), con la que colaboró estrechamente durante toda su vida.
Durante los años cincuenta dividió su tiempo entre Berlín -en donde también dirigió la orquesta de la Deutsche Oper y la Filarmónica de Berlín-, Múnich -al frente de la orquesta de la Orquesta de la Ópera Estatal de Baviera- y Viena dirigió un amplio repertorio, destacando su pasión por las óperas de Mozart y Verdi. En 1954 fue nombrado director musical de la Orquesta Sinfónica de Houston. A partir de 1958 la enfermedad le obligó a disminuir el ritmo de trabajo, por lo que se concentró en su trabajo al frente de "su orquesta", la Orquesta de la Radio de Berlín (RIAS), de la que resultaron muy numerosas e interesantes grabaciones discográficas que contribuyeron a aumentar significativamente el catálogo de la Deutsche Grammophon. En noviembre de 1961, tres meses después de la construcción del Muro de Berlín, dio su último concierto en Londres con la Orquesta Filarmónica de Londres en el que dirigió la Séptima Sinfonía de Beethoven; poco después cayó enfermo de cáncer, falleciendo en Basilea, el 20 de febrero de 1963, a la edad de 48 años.

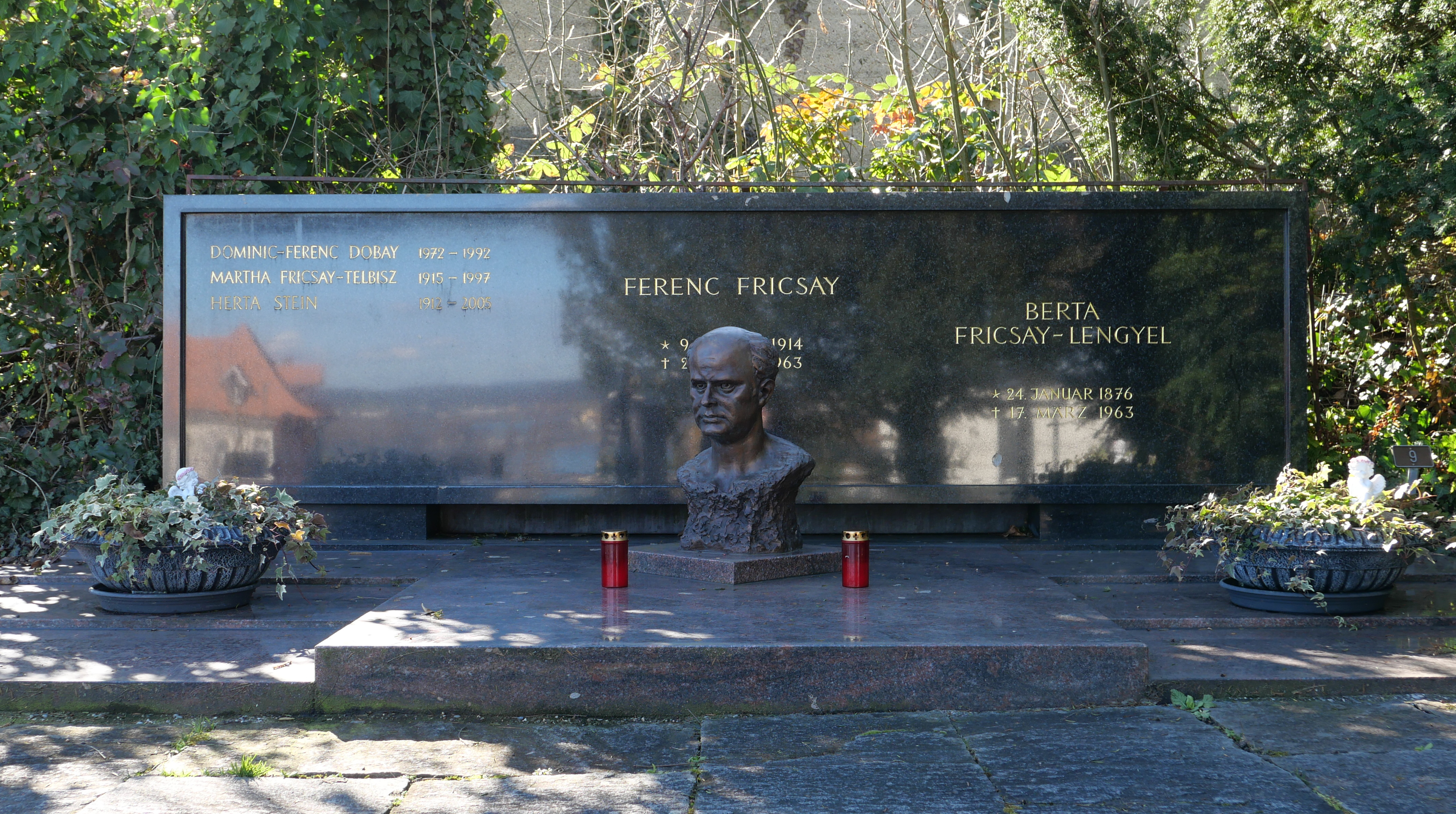
La tumba en 2024 con un busto de Fricsay y el lago de Constanza reflejados en la lápida.

Fricsay encontró su lugar de descanso final en el cementerio de Ermatingen, en el cantón suizo de Turgovia, donde la familia se instaló en 1952. Su madre Berta, de soltera Lengyel (1876-1963), murió menos de un mes después de Fricsay y fue enterrada en el mismo lugar. tumba. En el mismo lugar también fueron enterrados su nieto Dominic-Ferenc Dobay (1972-1992), su primera esposa Martha Fricsay-Telbisz (1915-1997) y Herta Stein (1912-2005). En 2015, el municipio declaró la tumba como un monumento protegido contra la disolución.

## Repertorio
Su amplio repertorio incluye desde sinfonías de Haydn a la música contemporánea de su época: Ígor Stravinski, Frank Martin, Karl Amadeus Hartmann… No obstante sus dos compositores preferidos eran sin duda Mozart y Béla Bartók, sobre los que además de dejar grabaciones de referencia, escribió un libro, Über Mozart und Bartók (1962) (Sobre Mozart y Bartók, en alemán). Además sobresalió con sus grabaciones de repertorio de compositoires de Europa oriental como Antonín Dvořák, Liszt y desde luego Zoltán Kodály.
Las grabaciones de Fricsay son muy reconocidas por los aficionados a la música clásica. Anecdóticamente, puede destacarse que los extractos de la Novena Sinfonía de Beethoven incluidos en la banda sonora de la película La naranja mecánica del director de cine norteamericano Stanley Kubrick, gran melómano, corresponden a una grabación de Fricsay.
Como músico excepcional que fue, Fricsay tuvo siempre un extremo cuidado por los más mínimos detalles, ya fuera en la ejecución de partituras de ópera como en música sinfónica. Sus grabaciones reflejan una gran precisión, particularmente sus grabaciones de obras de Mozart, Beethoven y Bartók (por ejemplo, en sus conciertos para piano con Géza Anda o en el Concierto para orquesta).
Para sus grabaciones de obras vocales, prefería rodearse de un equipo de cantantes fieles, que presentaban como características comunes una perfecta técnica vocal y un grado elevado de delicadeza expresiva, a veces en detrimento de un mayor volumen o potencia de emisión. Entre estos cantantes estuvieron Ernst Haefliger, Maria Stader, Dietrich Fischer-Dieskau, Leonie Rysanek e Irmgard Seefried. Colaboró también con preferencia con destacados instrumentistas como Johanna Martzy, Yehudi Menuhin, Annie Fischer o Monique Haas.
| Predecesor: (no hubo director principal con anterioridad, la orquesta se fundó en 1946) | Director principal, Deutsches Symphonie-Orchester Berlin 1948-1954 | Sucesor: Ferenc Fricsay (no hubo director principal entre 1954 y 1959) |
| Predecesor: Efrem Kurtz                                                                 | Director musical, Orquesta Sinfónica de Houston 1954               | Sucesor: Leopold Stokowski                                             |
| Predecesor: Rudolf Kempe                                                                | Director musical, Ópera Estatal de Baviera 1956–1958               | Sucesor: Joseph Keilberth                                              |
| Predecesor: Ferenc Fricsay                                                              | Director Principal, Deutsches Symphonie-Orchester Berlin 1959-1963 | Sucesor: Lorin Maazel                                                  |